# Klinische farmacometrie
Klinische farmacometrie is een vakgebied dat zich richt op het optimaliseren van medicijndoseringen voor individuele patiënten. Het combineert wiskundige en statistische modellen met klinische gegevens om te voorspellen hoe een geneesmiddel zich in het lichaam gedraagt en welke effecten het heeft. In 2022 werd de eerste hoogleraar in Nederland op dit gebied, prof. dr. B.C.P. (Birgit) Koch, benoemd bij het Erasmus MC.
Gewoonlijk worden medicijnen getest op een gemiddelde populatie, maar in de praktijk wijken veel patiënten af van dit gemiddelde. Dat komt door factoren zoals leeftijd, gewicht, genetische variaties en onderliggende aandoeningen. Klinische farmacometrie kan artsen en apothekers helpen om gepersonaliseerde doseringen te bepalen, waardoor behandelingen effectiever worden en bijwerkingen verminderd kunnen worden.
Door gebruik te maken van technieken zoals machine learning en geavanceerde data-analyse, kan klinische farmacometrie bijdragen aan een betere toepassing van geneesmiddelen en kostenbesparing in de gezondheidszorg.